# Malluru, Magadi
Malluru là một làng thuộc tehsil Magadi, huyện Ramanagara, bang Karnataka, Ấn Độ.